# Ніна Обулєн Коржинек
Ніна Обулєн Коржінек (хорв. Nina Obuljen Koržinek; нар. 1970, Дубровник, Хорватія) — хорватська скрипалька, політолог, урядовець, міністр культури у першому і міністр культури та медіа в другому уряді Андрея Пленковича.

## Життєпис
Народилася 1970 року в Дубровнику в сім'ї Ніколи Чічо Обулєна, який був мером Дубровника з 1993 по 1997 рік. Закінчивши початкову і середню школу в рідному місті, Ніна вступила в Загребську музичну академію при Загребському університеті, де навчалася по класу скрипки до випуску в 1992 році. Закінчила 1996 року факультет гуманітарних і соціальних наук (філософський факультет) Загребського університету з напряму «французька філологія і порівняльне літературознавство». Проходила підвищення кваліфікації на кафедрі докторантури та безперервної освіти Паризького університету Дофін з напряму «Економіка і фінансування культури», у 2004 році на факультеті політичних наук Загребського університету отримала диплом магістра з політології за спеціальністю «порівняльна політика», а в 2013 році на цьому ж факультеті здобула ступінь доктора політичних наук, захистивши дисертацію на тему «Вплив міжнародних інтеграційних процесів на зміну обсягу національної культурної політики» (хорв. Promjene opsega nacionalnih kulturnih politika pod utjecajem međunarodnih integracijskih procesa). Випускниця Дипломатичної академії Міністерства закордонних справ.
У 1992—1996 роках працювала в ректораті Загребського університету. З 1997 по 1998 рік була радницею Управління ЮНЕСКО з питань гендерної рівності у Парижі. У 1998—2000 роках керувала кабінетом міністра культури Хорватії. 2000 року завідувала відділом у справах ЮНЕСКО Міністерства закордонних справ Хорватії. У 2000—2006 та в 2012—2016 роках працювала науковим співробітником Загребського інституту міжнародних відносин. З 2006 по 2011 рік — помічник міністра і державний секретар Міністерства культури Хорватії, відповідальний за питання культури і ЗМІ. З грудня 2012 по січень 2015 року обіймала посаду голови Ради з програм HRT.
Член групи експертів ЮНЕСКО з питань виконання Конвенції про охорону та заохочення розмаїття форм культурного самовираження. Брала участь у різних проектах, які координує ЮНЕСКО, ПРООН або Рада Європи. Публікувала статті переважно на теми культурної політики, європейської інтеграції у сфері культури та міжнародного співробітництва.
Співпрацює з різними культурними мережами, організаціями і фондами як Хорватії, так і закордону з питань, пов'язаних із культурною політикою, а надто з культурним розмаїттям. Індивідуально або в складі команди долучалася до різних проектів ЮНЕСКО, ПРООН, Ради Європи, Європейського культурного фонду, Євразійського фонду, Європарламенту тощо. Бере участь у роботі всесвітньої мережі досліджень і співпраці в галузі культурного розвитку «Culturelink».
Володіє англійською, французькою та італійською мовами.

## Неоднозначність кандидатури
Постать Ніни Обулєн Коржинек дещо суперечлива. Як безпартійний фахівець вона обіймала державні посади в органах, що відповідають за культуру, як за врядування ХДС, так і СДП, а її робота в Хорватському аудіовізуальному центрі, між тим, викликала суперечки, особливо серед правої частини хорватської громадськості, через гадані фінансові та інші порушення, а також фінансування кількох документальних фільмів, які своїм змістом, пов'язаним зі злочинами хорватських сил у Вітчизняній війні 1991—1995 рр., нібито «ображають гідність потерпілих у війні». Ці звинувачення посилилися безпосередньо перед її призначенням, коли Пленкович одержав мандат на формування уряду і зазнавав потужного тиску з боку правого крила своєї партії з метою залишити на тій посаді неоднозначного, але надзвичайно популярного серед правих міністра Златка Гасанбеговича.